# Metriopelia ceciliae
Rolinha-d'óculos ou rolinha-de-olho-amarelo (Metriopelia ceciliae) é uma espécie de ave da família Columbidae.
Pode ser encontrada nos seguintes países: Argentina, Bolívia, Chile e Peru.
Os seus habitats naturais são: matagal tropical ou subtropical de alta altitude.